# Akira Asada
Pour les articles homonymes, voir Asada.
Akira Asada (浅田 彰, Asada Akira, né le 23 mars 1957) est un critique et conservateur postmoderne japonais qui s'intéresse aux arts contemporains, à l'histoire de la pensée sociale et à la philosophie économique. Il est actuellement doyen de l'École supérieure de Université d'art et de design de Kyoto. Jusqu'en mars 2008, il a été professeur agrégé d'économie à l'Institut de recherche économique de l'Université de Kyoto (KIER). 
Asada est largement reconnu comme l'auteur du livre à succès 構造と力─記号論を超えて (Structure et pouvoir - Au-delà de la sémiotique), qui a été publié en 1983. 
Il occupe un poste de membre du comité de surveillance du NTT InterCommunication Center , et a été co-éditeur d'une revue trimestrielle japonaise Hihyōkūkan (Espace critique) avec Kojin Karatani jusqu'en 2002.